# Marian Wolicki
Marian Wolicki (ur. 19 grudnia 1941 w Nisku, zm. 22 października 2017 w Przemyślu) – polski duchowny katolicki, profesor nauk teologicznych, nauczyciel akademicki wielu uczelni.

## Życiorys
Syn Franciszka i Józefy. W 1969 ukończył studia w Wyższym Seminarium Duchownym w Przemyślu. W tym samym roku otrzymał święcenia kapłańskie z rąk biskupa Ignacego Tokarczuka. Podjął pracę duszpasterską w parafii w Przybyszówku. W latach 1971–1975 odbył studia w Katolickim Uniwersytecie Lubelskim (1971–1975). W 1980 uzyskał na Wydziale Filozofii Chrześcijańskiej KUL stopień naukowy doktora, a w 1998 na Papieskim Wydziale Teologicznym we Wrocławiu otrzymał stopień doktora habilitowanego nauk teologicznych w zakresie teologii pastoralnej na podstawie dorobku naukowego oraz rozprawy pt. Egzystencjalnoanalityczna koncepcja autotranscendencji i jej teologiczno-pastoralne aplikacje. Został nauczycielem akademickim tego Wydziału, Wyższego Seminarium Duchownego w Przemyślu oraz na Wydziale Zamiejscowego Prawa i Nauk o Społeczeństwie KUL w Stalowej Woli. W tej ostatniej jednostce pełnił funkcję dziekana. Uzyskał tytuł naukowy profesora nauk teologicznych.
W 2009 otrzymał honorowe obywatelstwo Niska.
Pochowany na Cmentarzu Komunalnym w Nisku.